# Hyperythra rubricata
Hyperythra rubricata là một loài bướm đêm trong họ Geometridae.